# Tristagma brevipes
Tristagma brevipes là một loài thực vật có hoa trong họ Amaryllidaceae. Loài này được (Kuntze) Traub miêu tả khoa học đầu tiên năm 1963.